# Стяглы
Стяглы — деревня в Логозовской волости Псковского района Псковской области России.
Расположена в 19 км к северо-западу от центра города Пскова и в 9 км к северо-западу от Неёлово.

## Население
| 2001 | 2002 | 2010 | 2012 |
| ---- | ---- | ---- | ---- |
| 22   | ↘14  | ↗17  | ↘12  |